# Bikás park (Budapests tunnelbana)

Bikás park  är en tunnelbanestation på linje M4 i Budapests tunnelbanesystem som invigdes i mars 2014. Den ligger i närheten av Bikás park  och får in dagsljus via det stora glastaket i markplanet.

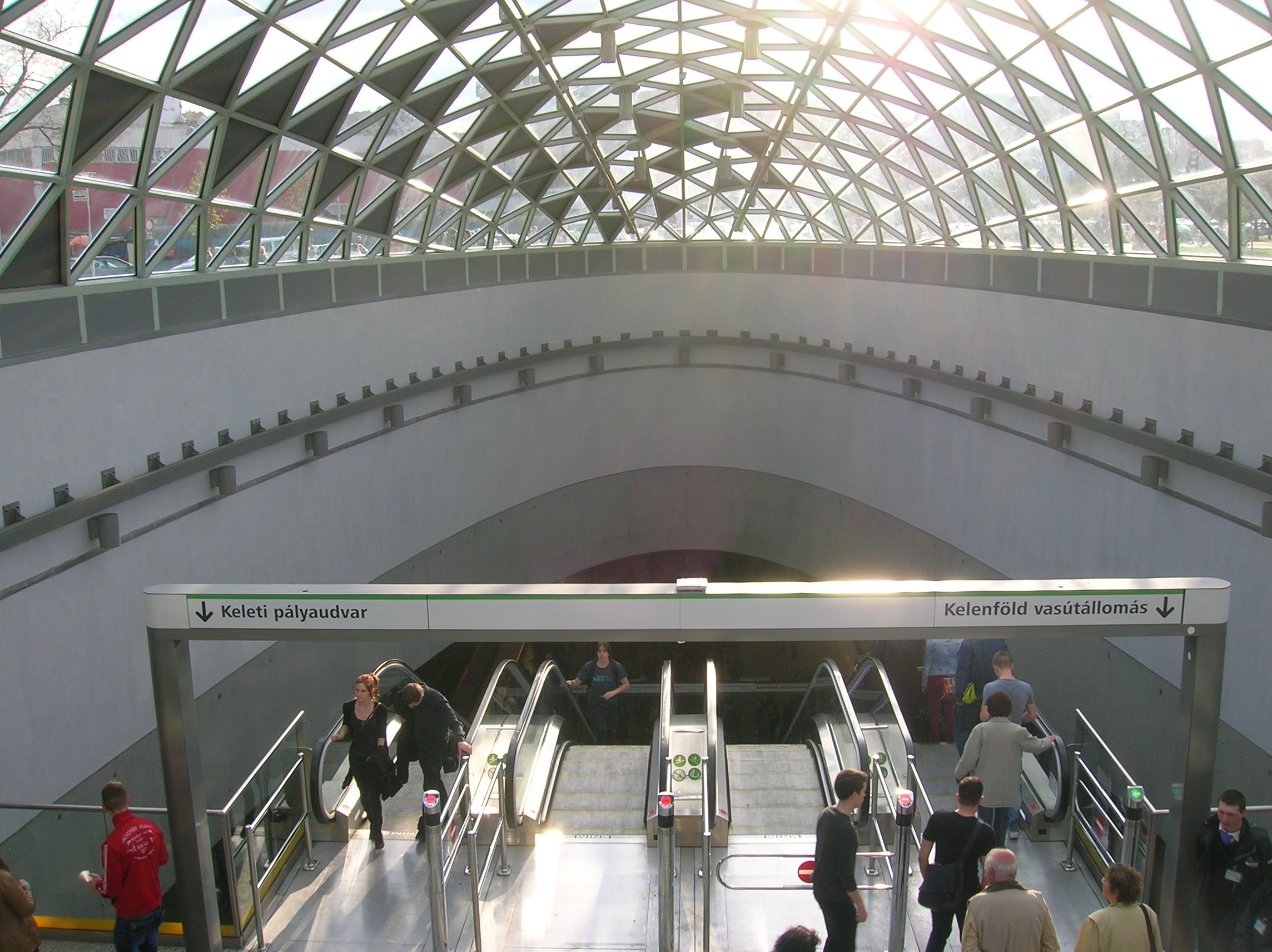
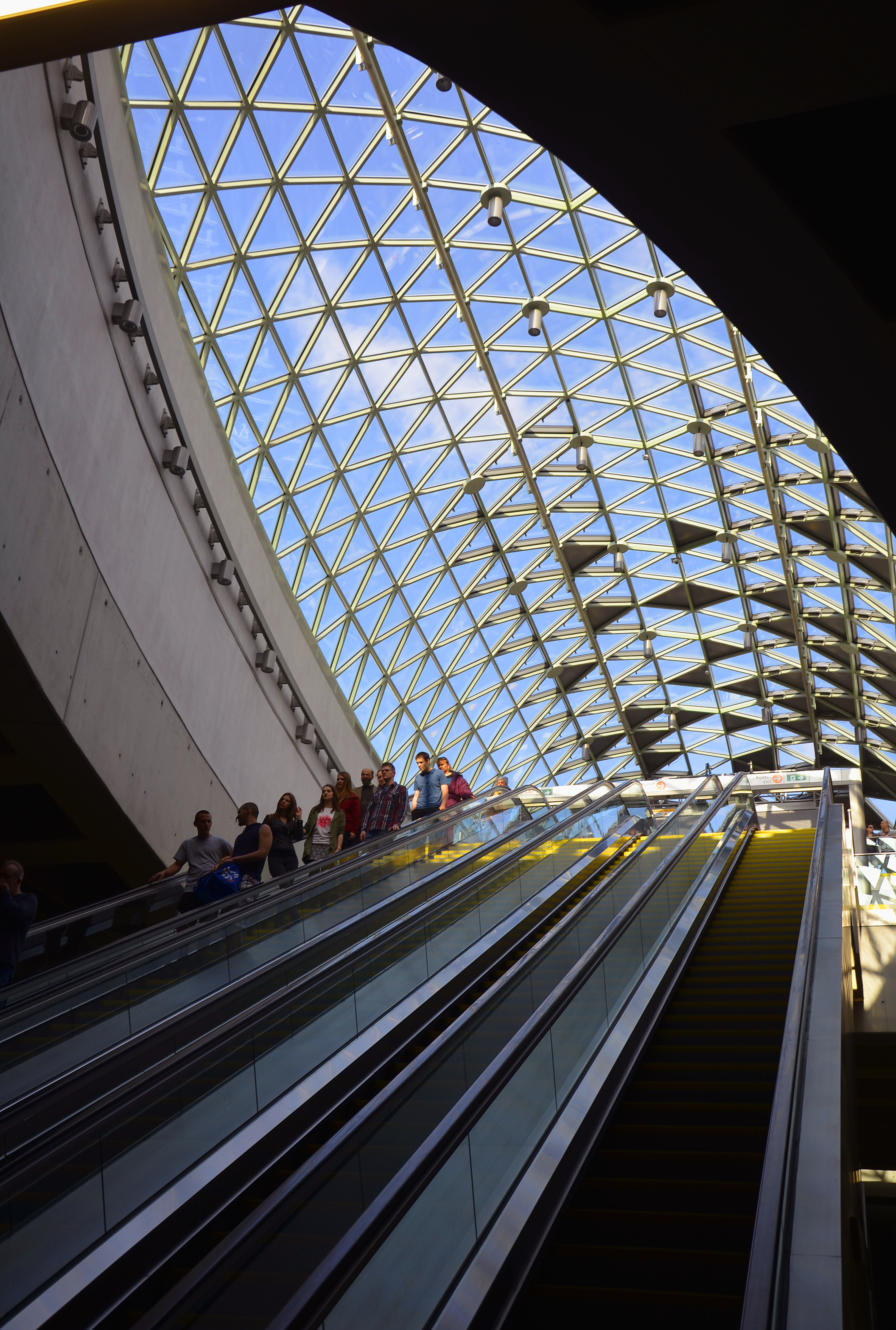
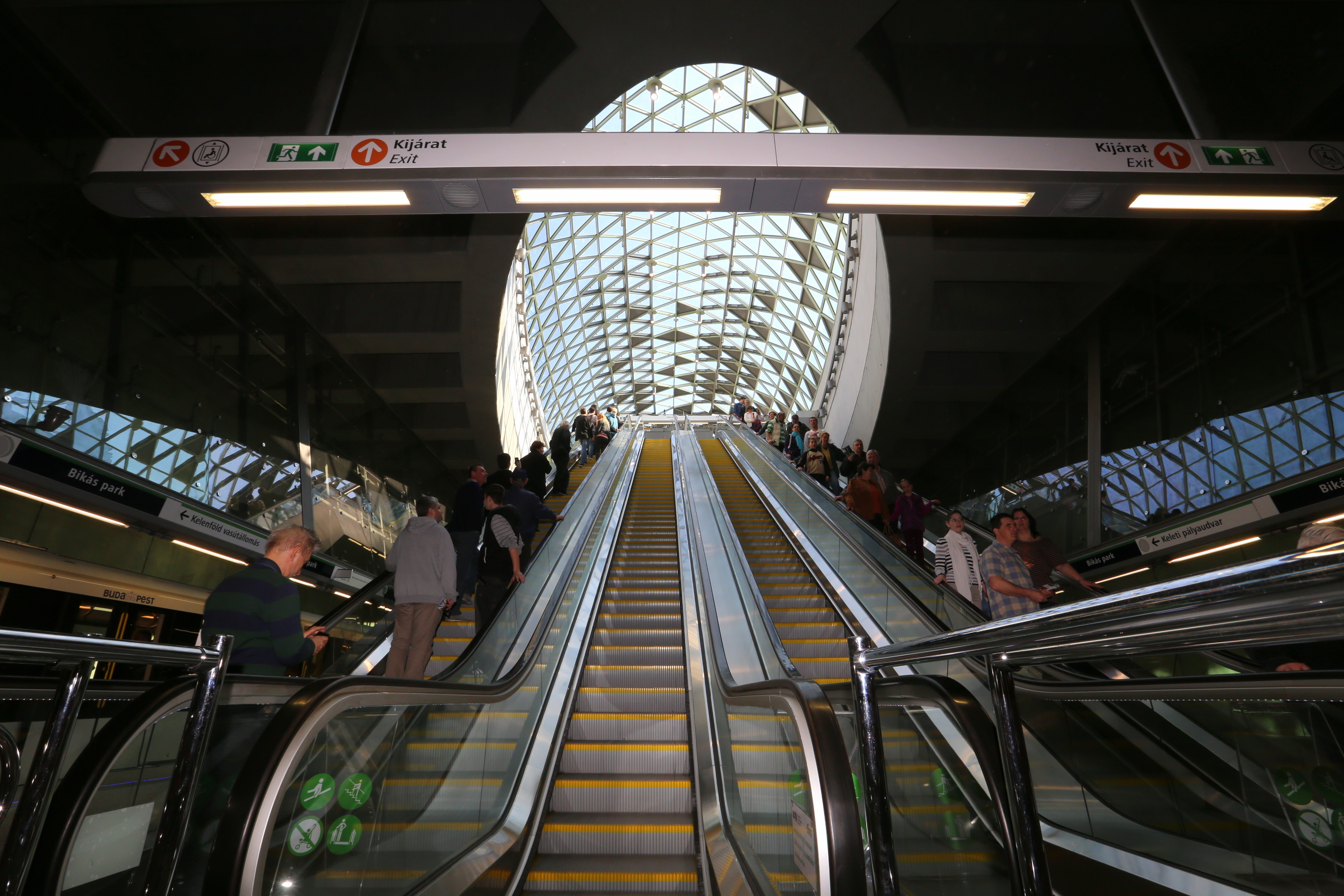